# Nástupnický stát
Nástupnický stát je v pojetí mezinárodního práva stát, který nahradil zaniklý stát (tedy předcházející) a převzal jeho mezinárodní závazky a právní odpovědnost. Nástupnický stát vznikne zánikem předchozího státu, například odtržením (secesí) části území nebo jeho úplným zhroucením (dismembratio), respektive jeho sukcesí. Sukcese států je speciálním případem právního nástupnictví a upravuje ji řada mezinárodních úmluv.

## Příklady

### Rakousko-Uhersko
Původní stát
- Rakousko-Uhersko

Nástupnické státy
- Rakousko
- Maďarské království
- Československá republika
- Polsko
- Stát Slovinců, Chorvatů a Srbů

### Svaz sovětských socialistických republik
Původní stát
- Sovětský svaz

Nástupnické státy
- Arménie
- Ázerbájdžán
- Bělorusko
- Estonsko[1]
- Gruzie
- Kazachstán
- Kyrgyzstán
- Litva[2]
- Lotyšsko[3]
- Moldavsko
- Ruská federace
- Tádžikistán
- Turkmenistán
- Ukrajina
- Uzbekistán

### Československo
Původní stát: Česká a Slovenská Federativní Republika - zanikla 31. prosince 1992
Nástupnické státy
- Česká republika
- Slovenská republika - svrchovaná od 1. ledna 1993[6]

Česká republika a Slovenská republika jsou nejen nástupnickými státy zaniklého Československa, ale především jsou právně totožné se stejnojmennými republikami, které existovaly již v rámci federace (tedy nejsou jejich „nástupci“, protože tyto republiky nezanikly). 

### Jugoslávie
Z Jugoslávie (SFRJ) začátkem devadesátých let 20. století v několikaletém konfliktu podstupně odcházely původní svazové republiky (znovu)zakládáním vlastních států:
- 25. června 1991 vyhlásily nezávislost Slovinsko a Chorvatsko
- 8. září 1991 vyhlásila nezávislost Republika Makedonie
- 5. března 1992 vyhlásila nezávislost Bosna a Hercegovina, přičemž okolními státy byl tento akt akceptován až 14. prosince 1995 podpisem Daytonských smluv.

Zbývající svazové republiky Srbská a Černohorská změnily přijetím nové ústavy 27. dubna 1992 název společného státu na Svazová republika Jugoslávie. 4. února 2003 proběhla v souvislosti s rozsáhlou decentralizací další změna názvu na Státní společenství Srbsko a Černá Hora. 3. června 2006 ze společenství vystoupila Černá Hora, na což bezprostředně, 5. června 2006, reagovalo deklarací nezávislosti i samo Srbsko, jako poslední z bývalé Jugoslávie (čímž fakticky zůstalo jejím nástupnickým státem).
17. února 2008 vyhlásila nezávislost na Srbsku Kosovská republika, která ale v současnosti (2017) není uznávána ještě ani všemi demokratickými státy, přičemž samo Srbsko její existenci od počátku neuznává.